# Turtuixa

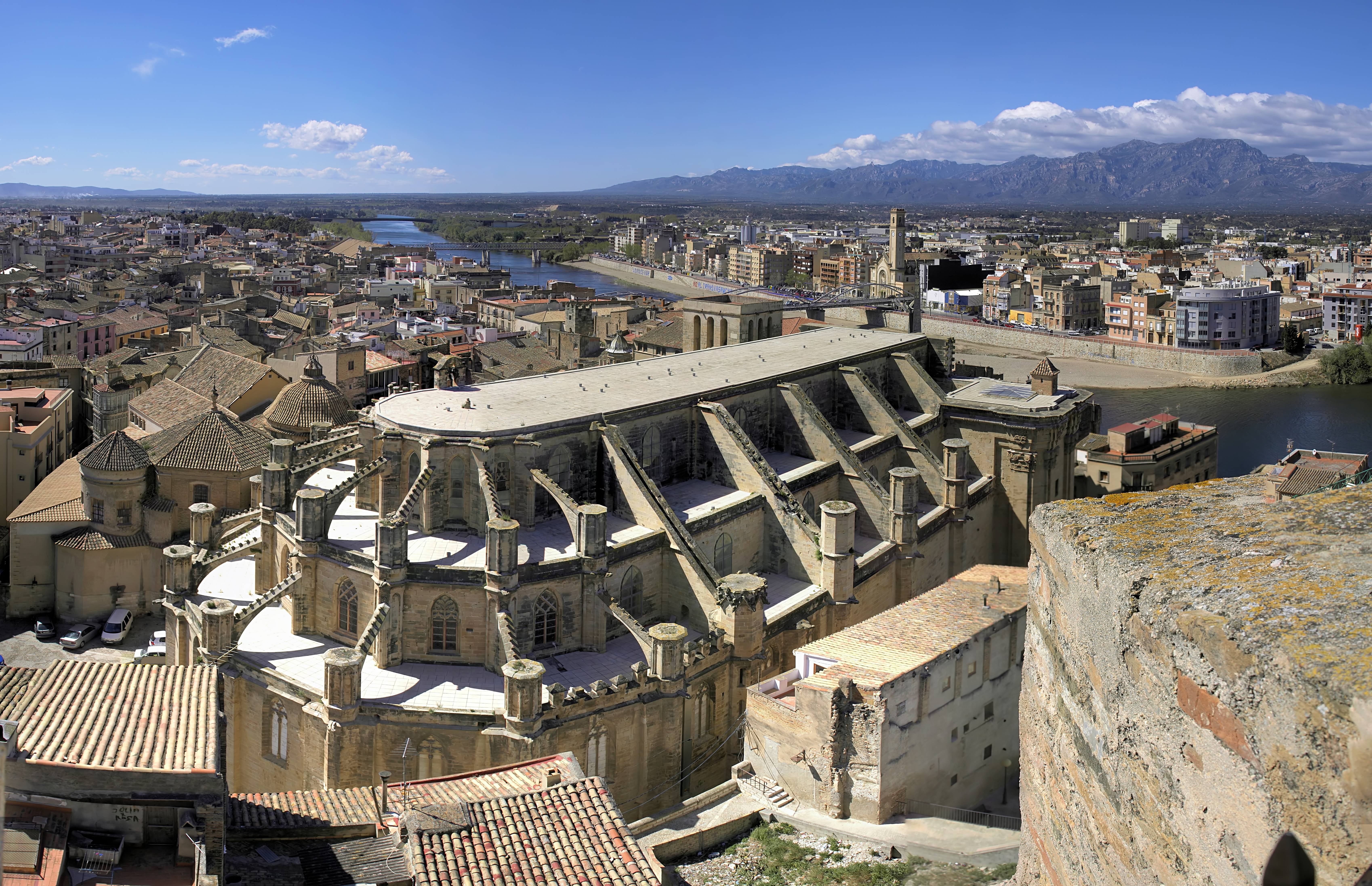
Vista de la catedral de Tortosa, que ocupa l'espai de l'antiga mesquita

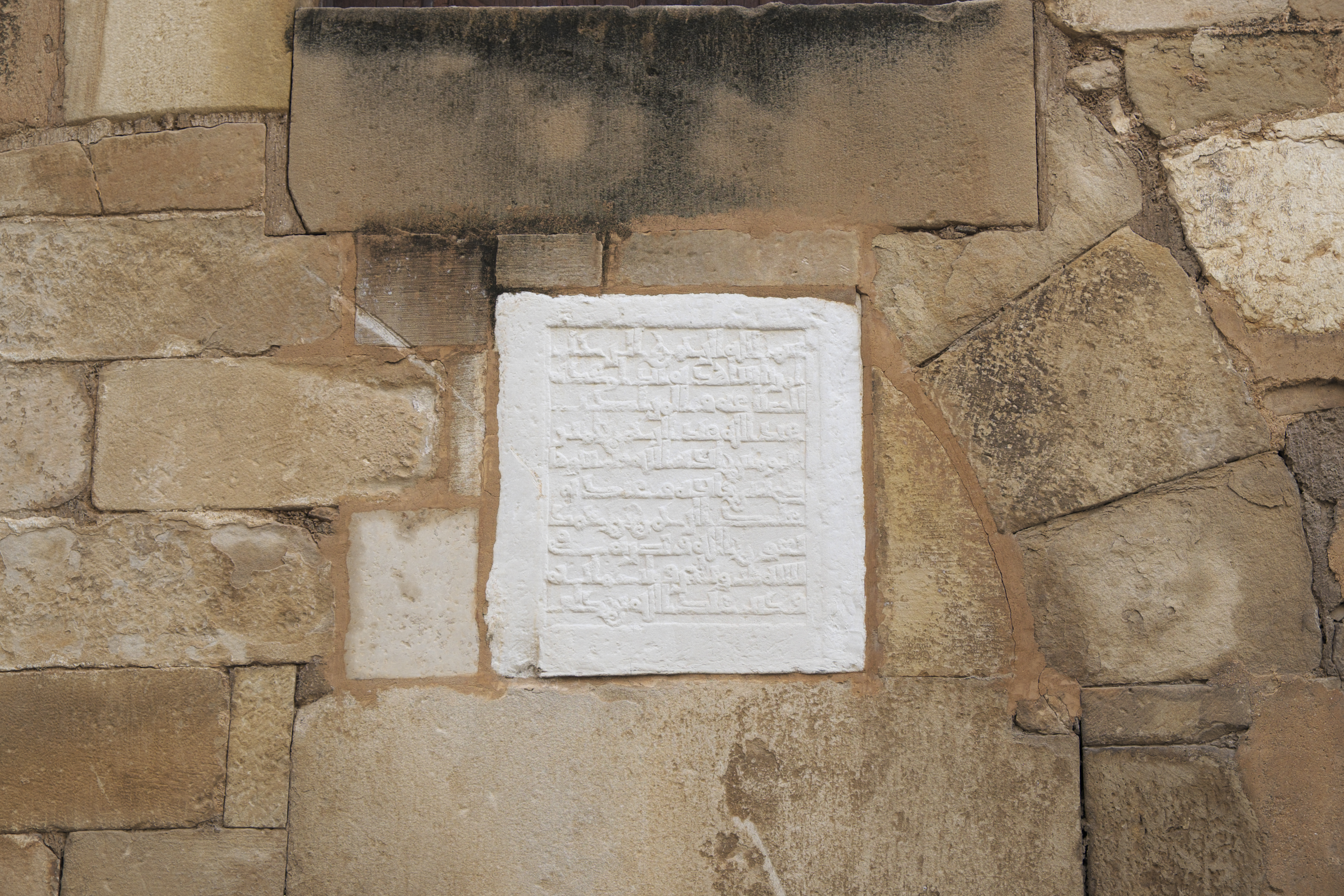
Carrer de la Suda. Reproducció de la làpida commemorativa de les drassanes àrabs.

Turtuixa (àrab: طرطوشة, Ṭurṭūxa) és una antiga ciutat de l'Àndalus que es correspon amb l'actual ciutat de Tortosa. Juntament amb Làrida (Lleida) constituïa el nucli urbà musulmà més important de la Catalunya medieval. Comptava amb mesquita —de cinc naus ubicada a l'emplaçament de l'actual catedral gòtica—, alcassaba, banys públics, mercats i unes drassanes on es construïen embarcacions amb la fusta del pi roig o fusta de melis dels ports de Tortosa-Beseit donada la seva qualitat, gruix i longitud que els feia especialment útils per la construcció naval així com per a bigues dels sostres com ara les de la mateixa mesquita de Còrdova.

## Història
Turtuixa, com a ciutat islàmica, va existir des d'un moment poc precís entre 713 i 717 (probablement conquerida pels àrabs el 714 al mateix temps que Tarraco) Turtuixa fou agregada al valiat de Narbona. Bahlul ibn Marzuq de Saraqusta i Waixqa va ocupar Turtuixa el 800; el general Amrús ibn Yússuf, enviat per l'emir de Qúrtuba, va reconquerir Saraqusta i Waixqa el 801 aproximadament i Bahlul va fugir al Pallars on fou assassinat el 802. Després de la pèrdua de Barcelona va passar a ser una de les ciutats de Xarq al-Àndalus, i durant més d'un segle, fou teatre de lluites i revoltes i Turtuixa hauria gaudit de certa autonomia en aquest temps; es coneixen tres governadors de cortesans cordovesos com a governadors a la part final del segle ix. Fins al 907 o 908 hi van intervenir els Banu Qassi (Muhàmmad ibn Llop ibn Mussa i el seu fill Llop ibn Muhàmmad ibn Llop) que dominaven el valiat de Làrida, i després fins al 913 hi van intervenir els Banu Xabrit (Muhàmmad at-Tawil, valí de Lleida) i el 928 dels Banu Qassi. Després el control el va tenir fermament Abd-ar-Rahman III, que va visitar la població el 924 i va designar governadors dels quals es coneixen set noms en el seu regnat entre 929 i 940; es van fundar unes drassanes el 945 per ordre d'Abd-ar-Rahman III. i es va restaurar la gran mesquita (956/957). Posteriorment va restar sota sòlid control califal. Des del segle VIII la població era en majoria berber.

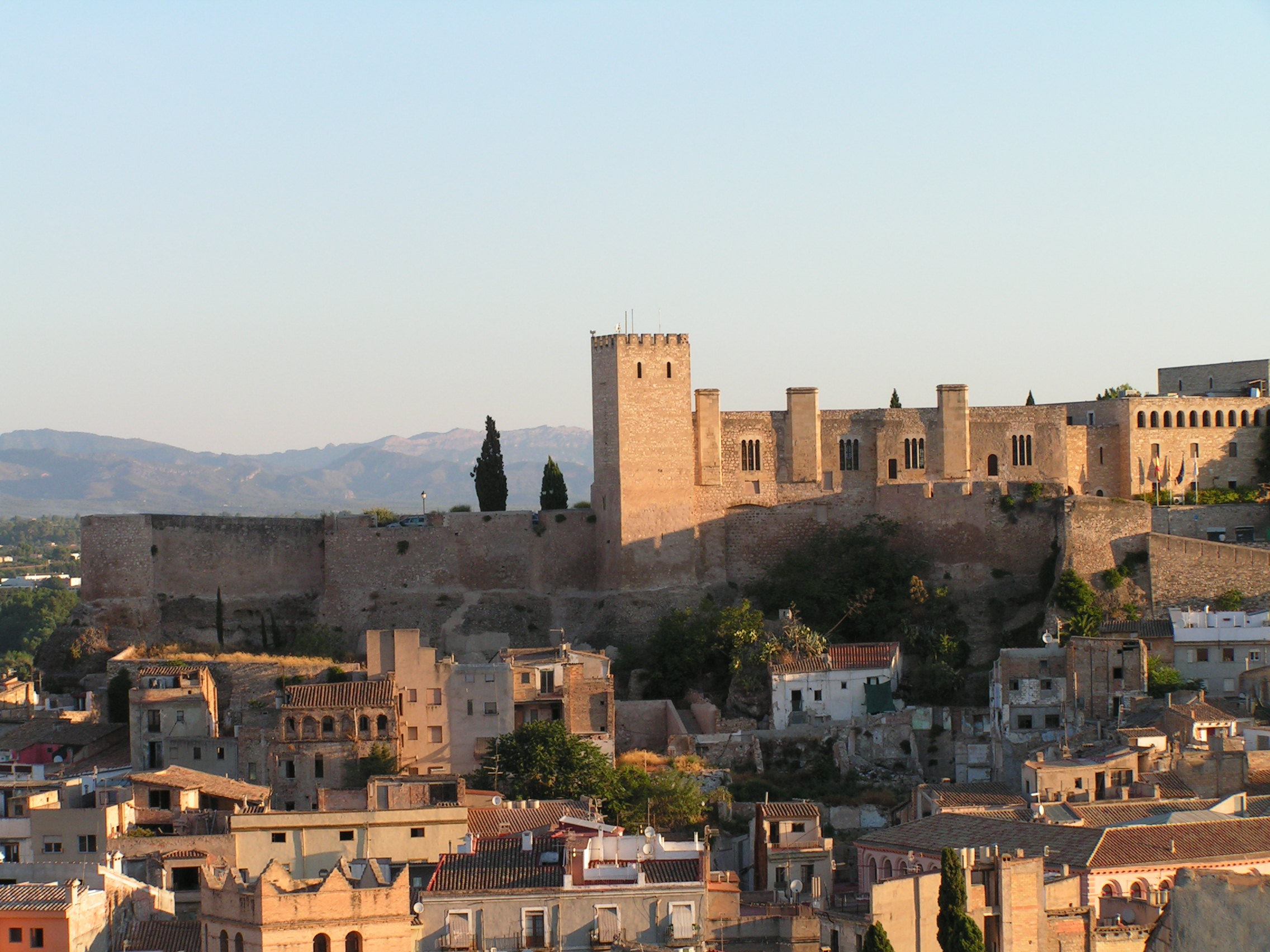
Vista del castell de la Suda, antiga alcassaba, des del Sitjar

En esclatar la guerra civil els esclaus o eslaus (saqàliba) van prendre el poder amb Labib al-Amirí un antic fata d'Almansor. Va arribar a dominar l'Emirat de Balànsiya uns quants mesos en una data indeterminada entre 1018 i 1020 (fins a 1019/1021); vers el 1035 el va succeir un altre fata d'Almansor, Muqàtil Sayf-al-Mil·la 1035-1053 (consta moneda el 1039/1040); un tercer fata, Yala al-Amirí va governar vers 1053-1057 (moneda datada el 1053/1054), i el quart i darrer sakaliba, Nabil al-Fakí del 1057 al 1060, quan els notables locals es van sotmetre a Abu-Jàfar Àhmad ibn Sulayman al-Múqtadir emir de Saragossa de la dinastia Banu Hud que va governar del 1060 al 1081, passant llavors a una branca de la família representada pel seu fill al-Múndhir Imad-ad-Dawla que va rebre Dénia, Lleida i Tortosa. Al-Múndhir Imad-ad-Dawla va establir la seva capital a Xàtiva, i sovint s'anomena a aquest estat com emirat de Xàtiva. El 1090 va morir i va repartir el seu regne: Lleida i Tortosa pel seu fill Sàyyid-ad-Dawla Sulayman ibn al-Múndhir, i Xàtiva, Dénia i les Balears per Mubàixxir Nàssir-ad-Dawla. Els saragossans van ocupar llavors Lleida mentre els valencians van avançar cap al sud i van ocupar Elx i el castell de Polop. Sàyyid-ad-Dawla va governar fins al tomb del 1100, quan els almoràvits van ocupar Turtuixa (la data exacta no es coneix, però fou a l'entorn del 1100, potser després de la conquesta de València el 1102 però abans de la conquesta de Tarrakuna (1114). El 1115 o 1116 va caure en mans dels catalans, però el 1116 els almoràvits la van recuperar i la van conservar fins que el seu poder va entrar en crisis i Ramon Berenguer IV de Barcelona la va ocupar per segona vegada (30 de desembre de 1148) amb suport dels Montcada, de la República de Gènova i de l'Orde del Temple; els musulmans que van restar van adquirir la condició de mudèjars; es creu que llavors tenia 12.000 habitants.

## Restes
En l'actualitat la localitat compta amb diversos vestigis d'aquella època. Els banys vells foren redescoberts l'any 2005 al barri de Sant Jaume sota el castell de la Suda (antiga alcassaba) mentre que els banys nous, que ja eren coneguts, han estat parcialment transformats en una cafeteria. A la planta baixa de la Biblioteca Marcel·lí Domingo es poden visitar les restes d'una illa de cases amb una via de trànsit del segle XII-XIII. La catedral de Tortosa exposa a les seves sales museogràfiques una arqueta de fusta i vori del segle XII-XIII (una altra d'elles està desapareguda, encara avui, després del trasllat d'objectes artístics realitzat durant la guerra civil espanyola) així com la inscripció que recorda la construcció de les drassanes (any 944-945; 55 x 52 cm, marbre blanc). L'Ajuntament de Tortosa conserva entre els seus fons museístics una tapa d'arqueta funerària, d'escriptura cúfica, on se citen versos de l'Alcorà, un casc de ferro militar (restaurat) anterior a la conquesta de la ciutat el 1148 així com diferents objectes ceràmics. Finalment el Parador de Turisme-Castell de la Suda conserva una inscripció àrab, un epitafi del s. X amb referències a un governador descobert el 1972, procedent del cementeri islàmic que se troba al mateix castell.

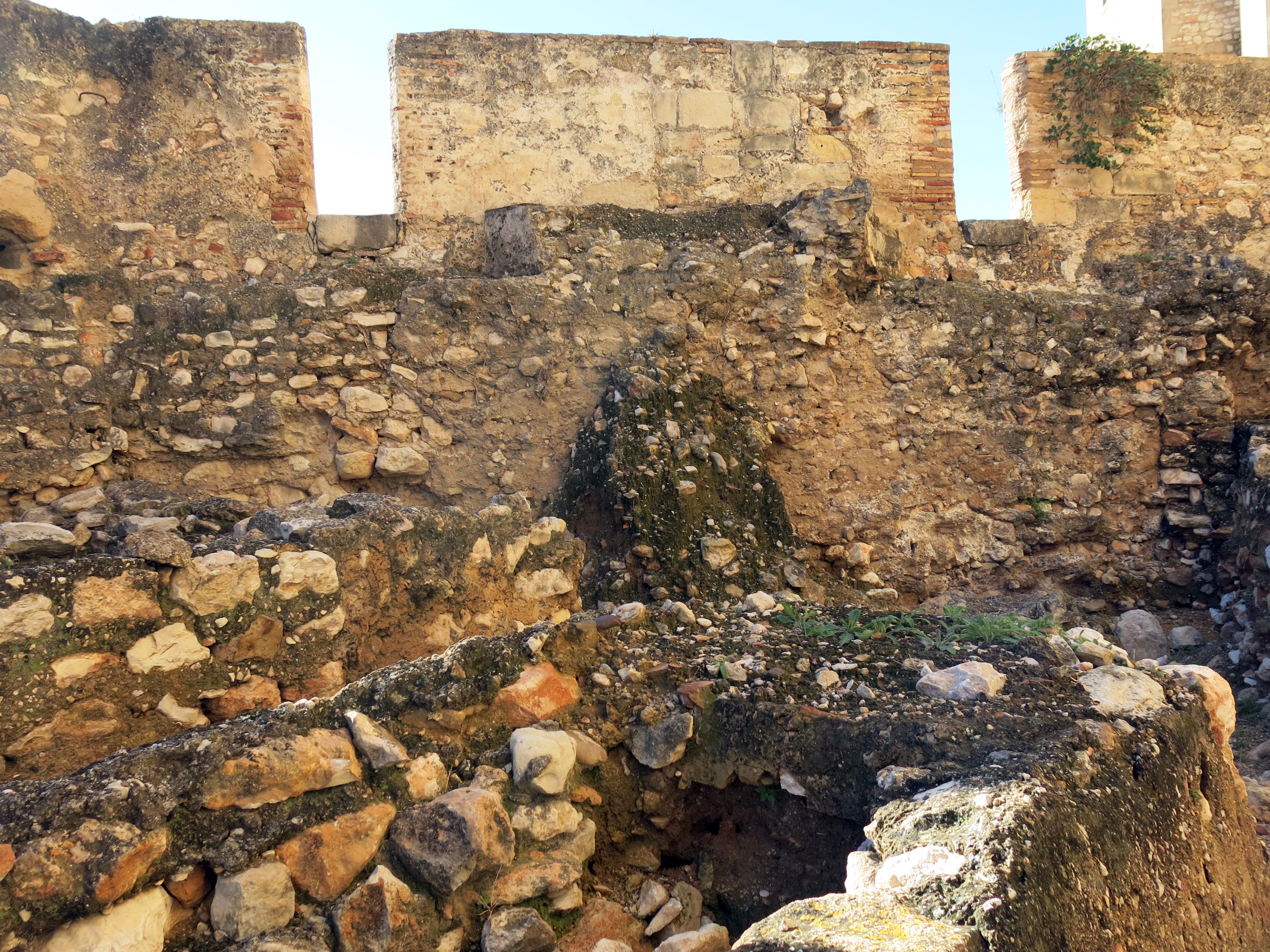
Cementiri andalusí del castell de la Suda

De Tortosa també procedeix un motlle de pedra del segle x destinat a l'elaboració d'articles d'orfebreria. La peça fou descoberta el juny de 1900 al barri de Remolins (antic call jueu) i es trobava exposada al museu de la ciutat fins que Joan Abril, arquitecte municipal, es va veure obligat a dimitir del càrrec de director i la va retirar. El 1951 mossèn Lluís Arasa, pròxim a la família de l'arquitecte, va vendre el motlle a l'Ajuntament de Barcelona.
No obstant des de setembre de 2012 la peça original forma part de la col·lecció permanent del Museu de Tortosa en qualitat de dipòsit del Museu Nacional d'Art de Catalunya (MNAC).

## Setges i expedicions contra Turtuixa
- Setge de Turtuixa de 804
- Setge de Turtuixa de 808
- Setge de Turtuixa de 809
- Setge de Turtuixa de 1092-1093
- Setge de Turtuixa de 1095
- Setge de Turtuixa de 1097
- Setge i conquesta cristiana de Turtuixa de 1148

## Personatges
- Menahem ben Saruq (Turtuixa, segle x -Còrdova, segle x), filòleg hebreu.
- Ibrahim ibn Yaqub at-Turtuixí (Turtuixa, segle x), viatger
- Abu-Bakr at-Turtuixí (Turtuixa, 1059 - Alexandria, 1126), autor de Llàntia dels Prínceps.